# 9 szwadron pionierów
9 szwadron pionierów – pododdział kawalerii Wojska Polskiego.

## Historia szwadronu
W listopadzie 1924 został sformowany szwadron pionierów przy 9 Samodzielnej Brygadzie Kawalerii. 21 listopada 1924 minister spraw wojskowych przydzielił por. Pawła Sawickiego z 27 pułku ułanów na stanowisko dowódcy szwadronu i podporucznika Lucjana Donnera z 26 pułku ułanów na stanowisko młodszego oficera szwadronu.
Szwadron wchodził w skład 9 Samodzielnej Brygady Kawalerii w Baranowiczach. 6 listopada 1924 generał dywizji Stefan Majewski, w zastępstwie ministra spraw wojskowych, rozkazem O.I.Szt.Gen. 11750 Org. ustalił następujące odznaki dla organizującego się szwadronu pionierów przy 9 SBK:
- otok na czapkach rogatywkach czarny,
- proporczyki na kołnierzu kurtki i płaszcza pąsowo-czarne (barwa pąsowa u góry, barwa czarna zaś u dołu),
- na naramiennikach kurtki i płaszcza numer (cyfry arabskie) i litery „9B”[a].

Szwadron stacjonował w garnizonie Baranowicze.
Od sierpnia 1926 formacją ewidencyjną szwadronu był 26 pułk ułanów w Baranowiczach. W związku z powyższym do tego oddziału zostali przeniesieni: rotmistrz Sawicki oraz porucznicy Wacław Bartosiak i Stanisław Rolbiecki, z pozostawieniem na zajmowanych stanowiskach.
1 października 1926 szwadron został oddany pod inspekcję gen. bryg. Olgierdowi Pożerskiemu.
4 sierpnia 1927 minister spraw wojskowych ustalił barwy szkarłatno-czarne dla proporczyka szwadronów pionierów.
Od lutego 1929 szwadron wchodził w skład Brygady Kawalerii „Baranowicze”. Z dniem 31 marca 1930 por. Stanisław Rolbiecki został przeniesiony w stan spoczynku, a wiosną 1940 zamordowany w Charkowie. Na stanowisko młodszego oficera przybył por. Władysław Traugutt-Tejchman. W tym samym roku pododdział został przemianowany na 9 szwadron pionierów.
13 sierpnia 1931 minister spraw wojskowych marszałek Polski Józef Piłsudski rozkazem G.M. 7759 I. zatwierdził wzór i regulamin odznaki pamiątkowej szwadronów pionierów.
Od lipca do września 1934 dwumiesięczne ćwiczenia praktyczne w szwadronie odbyli absolwenci X rocznika Szkoły Podchorążych Rezerwy Kawalerii w Grudziądzu: Józef Michał Jędrzejewski, Jerzy Zygmunt Orzeł i Jan Żółtowski.
Bezpośredni nadzór nad szkoleniem i wychowaniem żołnierzy w szwadronie, jak również nadzór nad właściwym wykorzystaniem i konserwacją sprzętu saperskiego sprawował jeden z trzech dowódców grup saperów. Był on również kierownikiem corocznych koncentracji jednostek saperskich.
Od 1937 szwadron wchodził w skład Nowogródzkiej Brygady Kawalerii. Do października tego roku szwadron został zreorganizowany.
Od lipca do września 1938 dwumiesięczne ćwiczenia praktyczne w szwadronie odbyli absolwenci XII rocznika SPRKaw.: Zbigniew Dobrski i Tadeusz Maroszek.
Zgodnie z planem mobilizacyjnym „W” dowódca 26 puł. w Baranowiczach był odpowiedzialny za przygotowanie i przeprowadzenie mobilizacji szwadronu pionierów nr 9. Jednostka była mobilizowana w alarmie, w grupie jednostek oznaczonych kolorem żółtym. Gotowość miała osiągnąć w ciągu 42 godzin (A+42). 
23 marca 1939 została zarządzona mobilizacja jednostek „żółtych” na terenie Okręgu Korpusu Nr IX. Szwadron przyjął organizację wojenną L.3023/mob.org. oraz został ukompletowany zgodnie z zestawieniem specjalności L.4023/mob.AR i wyposażony zgodnie z należnościami materiałowymi L.5023/mob.mat.. Mobilizacja przebiegła sprawnie, w szwadronie brakowało jednego oficera rezerwy. 25 marca, po zakończeniu mobilizacji, szwadron razem z innymi oddziałami Nowogródzkiej BK rozpoczął ładowanie na transporty kolejowe, którymi został przewieziony do rejonu Sierpca.
Rozkazem Departamentu Kawalerii Ministerstwa Spraw Wojskowych L.1147 z 10 lipca 1939 nakazano sformować zmotoryzowany pluton pionierów Nowogródzkiej BK przy szwadronie pionierów brygady. Do ogłoszenia mobilizacji pluton znajdował się w trakcie szkolenia i wyposażania w Modlinie, a na tabelę mob. 26 pułku ułanów zostałby wpisany prawdopodobnie wiosną 1940. Pluton motorowy pod dowództwem por. kaw. Ryszarda Ignacego Kwiatkowskiego do szwadronu nie dołączył, lecz wziął udział w obronie Warszawy.
Zgodnie z uzupełnionym planem mobilizacyjnym „W” dowódca Kadry Zapasowej Kawalerii Łuków był odpowiedzialny za przygotowanie i przeprowadzenie mobilizacji uzupełnienia marszowego szwadronu pionierów nr 9. Jednostka była mobilizowana w Łukowie, w I rzucie mobilizacji powszechnej. Uzupełnienie marszowe było jednostką podległą dowódcy OK IX pod każdym względem. 
W czasie kampanii wrześniowej szwadron pionierów nr 9 walczył w składzie Nowogródzkiej BK.

## Kadra szwadronu
Dowódcy szwadronu
- por. kaw. / rtm. Paweł Sawicki (XI 1924[1][2] – XI 1928[36][37])
- rtm. / mjr kaw. Władysław Walecki (XII 1928[38] – IV 1934[39])
- rtm. Władysław Wojnikonis (do IX 1939[40][41]) †1940 Ukraina[42]

Obsada personalna w marcu 1939
- dowódca szwadronu – wakat
- dowódca plutonu – rtm. Henryk Klemens Dzierżanowski
- dowódca plutonu – rtm. Władysław Wojnikonis (od XII 1934[43])